# Muzeum Budownictwa Ludowego w Sanoku
Muzeum Budownictwa Ludowego w Sanoku – pierwsze i największe pod względem liczby zgromadzonych obiektów muzeum etnograficzne w Polsce założone po drugiej wojnie światowej. Położone jest na terenie Białej Góry, części dzielnicy Wójtostwo na prawym brzegu Sanu, u podnóża Białej Góry w paśmie Gór Sanocko-Turczańskich. Park etnograficzny zajmuje powierzchnię 38 ha. Muzeum otwarte jest przez cały rok.

## Historia Muzeum
Muzeum zostało założone z inicjatywy wojewódzkiego konserwatora zabytków w Rzeszowie, Jerzego Tura, który podsunął pomysł kierownikowi działu etnograficznego Muzeum Historycznego w Sanoku, Aleksandrowi Rybickiemu. Decyzją Ministerstwa Kultury i Sztuki z 24 stycznia 1958 zostało powołane „Muzeum Skansenowskie w Budowie”, a podczas posiedzenia Rady Muzealnej w dniach 22-24 września 1958 przemianowano placówkę na Muzeum Budownictwa Ludowego w Sanoku. W 1960 przeniesiono siedzibę MBL z sanockiego zamku do budynku tzw. Zajazdu przy ul. Romualda Traugutta 3. Muzeum ulokowano na prawym brzegu Sanu na terenie Białej Góry (teren ten wcześniej zyskał miano „Szwajcarii Sanockiej”). W tym samym roku do muzeum trafiły pierwsze obiekty. W 1963 wszedł w życie statut MBL.
Muzeum prezentuje kulturę ludową pogranicza na obszarze pogórzy oraz wschodniej części polskich Karpat (Bieszczady, Beskid Niski). Są to tereny, które do lat czterdziestych zamieszkane były przez kilka grup etnograficznych, z których Pogórzanie są grupą polską, Bojkowie, Łemkowie i Zamieszańcy są grupami ruskimi. W wyniku wojny i działań władz państwowych w latach powojennych, doprowadzono do rozproszenia na tym obszarze grup ruskich i przerwania ciągłości kulturowej na ziemiach przez nie zamieszkałych.
Ze względu na znaczenie dla kultury regionu było pierwszym założonym po II wojnie światowej muzeum etnograficznym w Polsce, które dzięki kontaktom zagranicznym uzyskało jeszcze w latach siedemdziesiątych status samodzielnej placówki administracyjnej i naukowej, z pierwszym w historii polskiego muzealnictwa statutem typu skansenowskiego. Statut Muzeum Budownictwa Ludowego w Sanoku był pierwszym tego rodzaju aktem prawnym w Polsce i posłużył następnie wielu innym placówkom do opracowywania własnych statutów normujących działalność powstających parków etnograficznych.
W 1961 do MBL została przeniesiona ujawniona w 1958 w Dąbrówce Ruskiej XVII-wieczna chałupa z tzw. tragarzem, na którym wyryto inskrypcję A. D. 1681, a ponadto dom wyrobnika dworskiego ze wsi Niebocko oraz cerkiew z 1750 roku pochodząca ze wsi Rosolin. W 1965 zaplanowano przenieść z Jaślisk do skansenu dom rodziny malarzy Bogdańskich (w tym Józefa). Skansen został oficjalnie otwarty i częściowo udostępniony dla zwiedzających przez dyrektora Muzeum Okręgowego w Rzeszowie Franciszka Błońskiego 24 lipca 1966. W kolejnych latach nadal powiększano liczbę sprowadzanych obiektów do skansenu. W 1968 przyjęty został projekt wstępnego zagospodarowania przestrzennego, opracowany przez kierowniczkę działu architektury ludowej Halinę Konopkę. W 1972 zaplanowano udostępnienie cerkwi Narodzenia Najświętszej Maryi Panny z Grąziowej.
Z inicjatywy Aleksandra Rybickiego w Parku Etnograficznym powstała również pierwsza w Polsce stacja doświadczalna środków do konserwacji drewna zabytkowego. Za jego czasów powstały w Sanoku również dwie pracownie: konserwatorska i budowlana, które funkcjonują do dzisiaj. Rybicki rozpoczął wydawanie czasopisma naukowego „Biuletyn Muzeum Budownictwa Ludowego w Sanoku” (od 1964) oraz „Materiały Muzeum Budownictwa Ludowego w Sanoku” (od 1966). Tutaj opracowano pod jego kierunkiem sprawdzony w praktyce system budowy parku własnymi brygadami konserwatorskimi, wypracowano wzorcowe modele organizacyjne oraz oryginalne metody konserwacji zabytków. Tadeusz Polak w „Biuletynie Informacyjnym Zarządu Muzeów” z 1974 określił Aleksandra Rybickiego jako „twórcę wielu zasad teoretycznych w muzealnictwie skansenowskim”. W 1980 podjęto wydawanie periodyku „Acta Scansenologica”.
W 1983 obchodzono jubileusz 25-lecia MBL.
2 lipca 1994 pożar zniszczył w skansenie 15 drewnianych obiektów.
W 1998 obchodzono jubileusz 40-lecia istnienia MBL.
Pod względem ilości zgromadzonych obiektów MBL w Sanoku było od początku największym skansenem w Polsce. Oddziałem terenowym muzeum jest Cerkiew Wniebowstąpienia Pańskiego w Uluczu.
Budynek administracyjny muzeum (mieszczący m.in. kasy biletowe) na terenie Skansenu, stanowi dworek Stupnickich, o zwyczajowo przyjętej nazwie „koci dworek”, położony pierwotnie przy ulicy Tadeusza Kościuszki w Sanoku, w miejscu obecnego umiejscowienia Pomnika Tadeusza Kościuszki.

## Pracownicy
Pierwszym dyrektorem Muzeum Budownictwa Ludowego był Aleksander Rybicki (1958–1972). W latach 1973–1999 stanowisko dyrektora sprawował Jerzy Czajkowski. Od 15 lipca 1999 do 3 stycznia 2023 dyrektorem był Jerzy Ginalski. 3 stycznia 2023 stanowisko dyrektora MBL objął Marcin Krowiak. Wśród naukowców współtworzących sanocki skansen znaleźli się m.in. Roman Reinfuss, Ksawery Piwocki, Wojciech Kurpik, Gerard Ciołek, Ignacy Tłoczek, Adam Fastnacht, Jerzy Tur, Ryszard Brykowski i Michał Czajnik. Do pracowników MBL należeli Halina Nowina Konopka, Henryk Olszański, Andrzej Bożydar Radwański i Jerzy Wojtowicz.

## Działalność

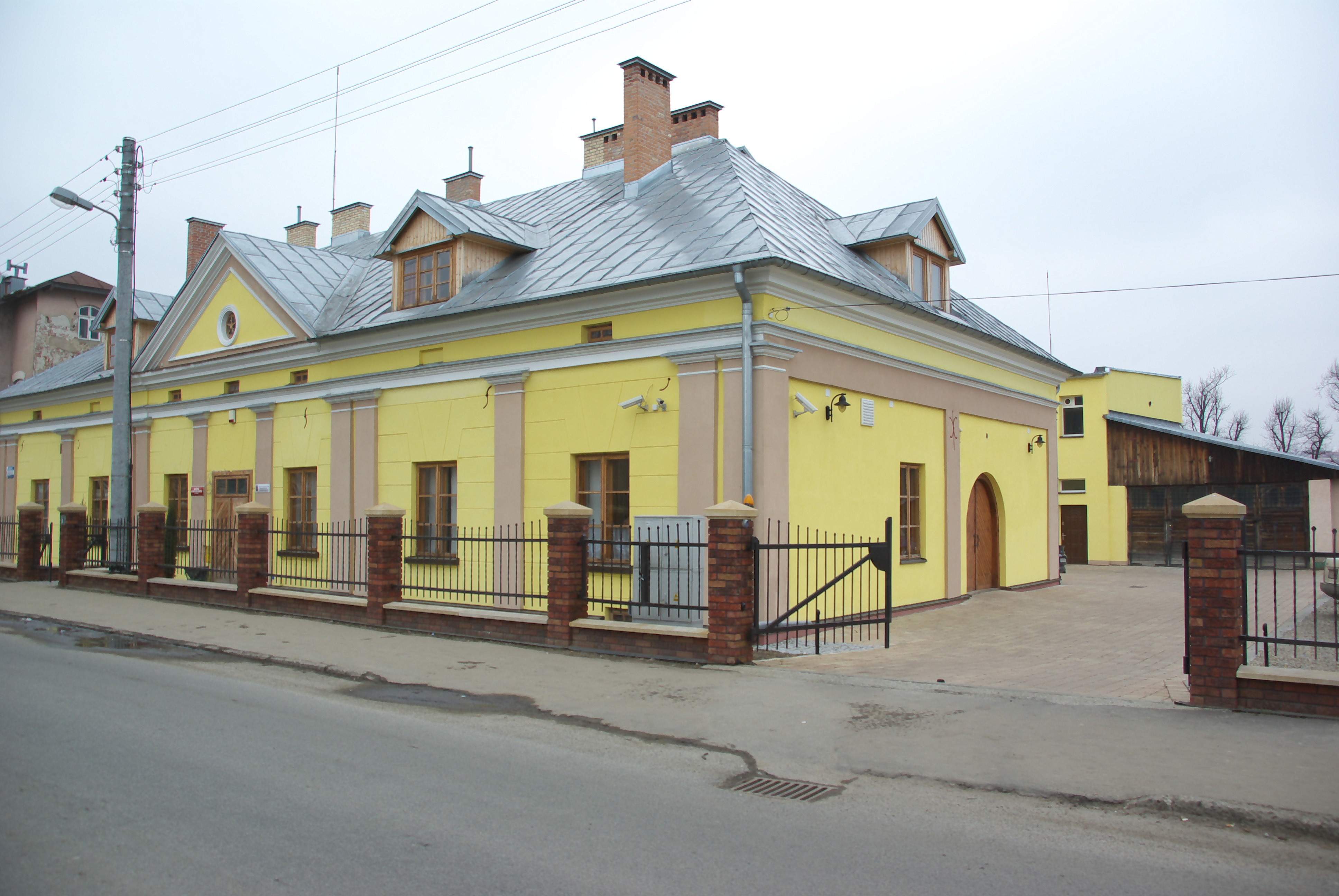
Siedziba MBL przy ulicy Romualda Traugutta 3

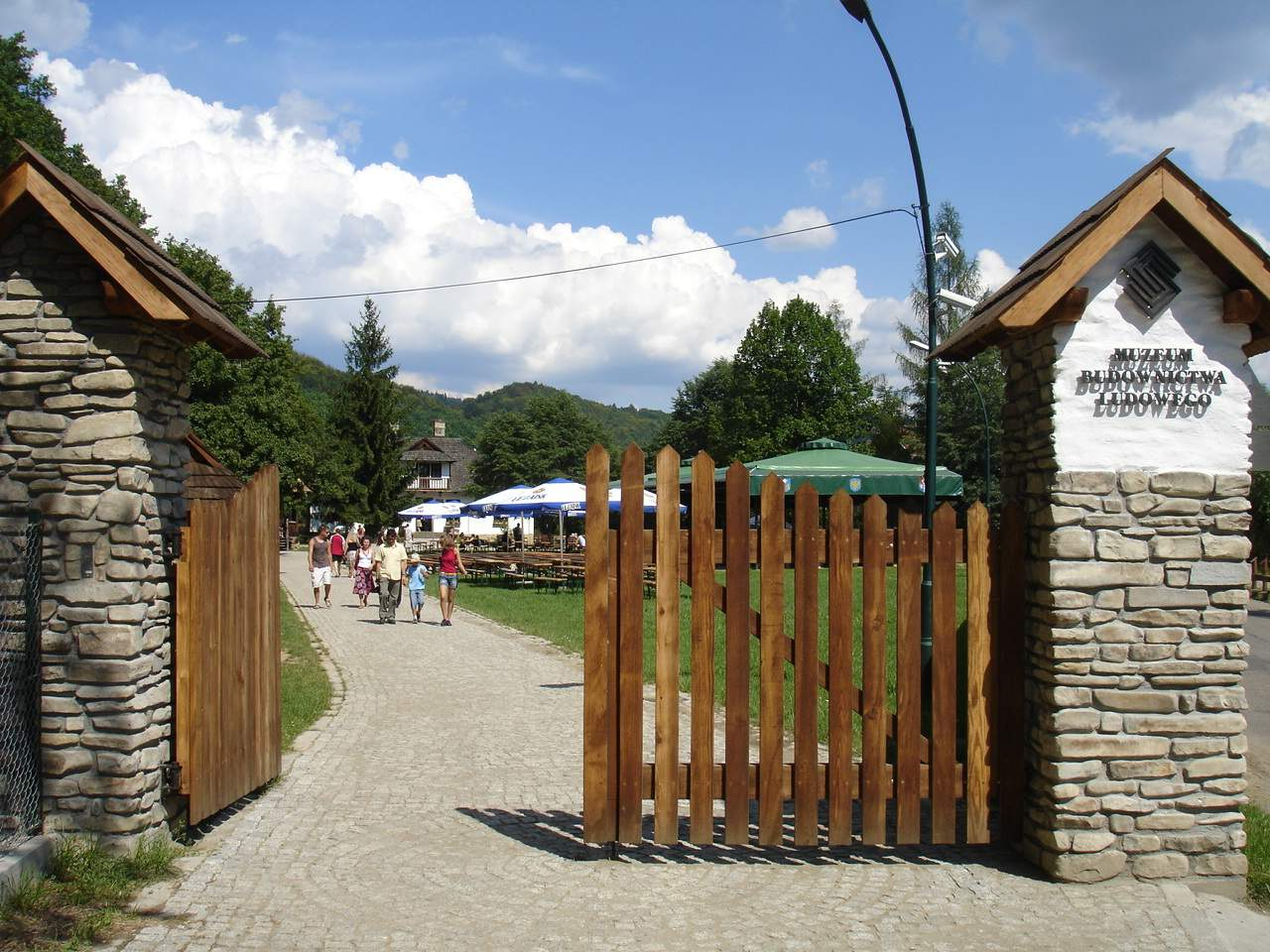
Sanok, wejście do skansenu od ul. Rybickiego

Terenem działalności Muzeum jest obszar południowo-wschodniej Polski od rzeki Białej na zachodzie do granicy państwa na wschodzie, od południa teren również ogranicza granica, a od północy – zasięg występowania Rzeszowiaków i Krakowiaków wschodnich.
W zakresie zainteresowań Muzeum w Sanoku znajduje się kultura ludowa, budownictwo mieszkalne, gospodarcze, przemysłowe i sakralne wszystkich grup etnograficznych. Obiekty przenoszone do skansenu prezentują formy typowe dla wymienionych grup etnograficznych, jest to najlepszy sposób na ocalenie od zapomnienia i objęcie ochroną. W ekspozycji znajdują się cztery duże obiekty budownictwa sakralnego; kościół rzymskokatolicki z Bączala Dolnego, oraz trzy cerkwie greckokatolickie przeniesione z Rosolina, Grąziowej oraz Ropek. Wyjątkową atrakcję skansenu stanowi Galeria Ikony Karpackiej. Jest to stała ekspozycja malarstwa cerkiewnego z okresu od XVI do XIX w., obecnie jedna z najlepszych i największych w kraju. Na działalność wydawniczą składają się systematycznie wydawane publikacje naukowe sanockich muzealników: „Materiały Muzeum Budownictwa Ludowego w Sanoku” (rocznik dotyczący etnografii Podkarpacia) oraz czasopismo naukowe „Acta Scansenologica” omawiające problemy muzeów skansenowskich. Struktura organizacyjna wewnątrzmuzealna skupiona jest w 8 działach, w tym w 6 działach naukowych oraz konserwatorskim i administracyjno-gospodarczym.
Na terenie skansenu, na skraju terasy nadzalewowej, z której rozpościera się widok na całe miasto i przedpole Bieszczadów, znajduje się stanowisko archeologiczne. W miejscu tym znajdowała się kiedyś osada celtycka (zob. Anartowie), a następnie wczesnośredniowieczna.
Uzupełnieniem bogatej oferty etnograficznej jest kuchnia regionalna serwująca potrawy w gospodzie „Pod Białą Górą” na terenie Parku.

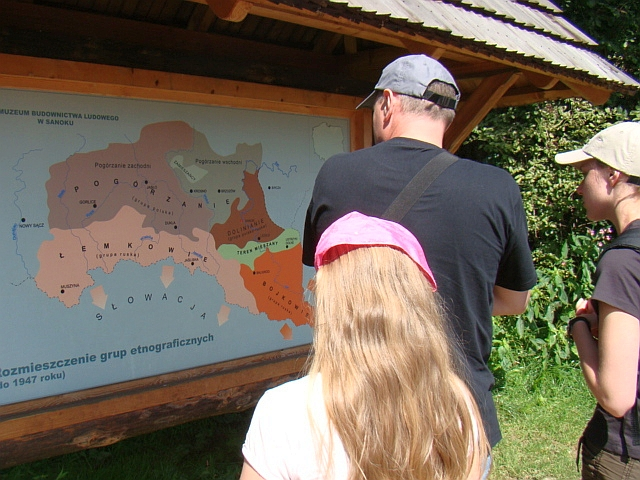
Rozmieszczenie grup etnograficznych

### Podział regionalny parku etnograficznego
Prezentacja dorobku kultury materialnej poszczególnych grup etnograficznych tj. Pogórzan (Głuchoniemców), Dolinian, Łemków i Bojków eksponowana jest w oddzielnych sektorach, każda stosownie do fizjografii terenu jaki kiedyś zamieszkiwała. Budownictwo pogórzańskie i doliniańskie zlokalizowane jest w niższych partiach skansenu, natomiast łemkowskie i bojkowskie na kulminacjach terenowych. Pogórzanie zamieszkujący Podkarpacie stanowili ludność polską (spolonizowaną), typowo rolniczą. Dolinianie zamieszkujący dawniej okolice Sanoka i Leska stanowili grupę mieszaną polsko-ruską. Całkowicie odmienną grupę tworzyli Łemkowie i Bojkowie, niegdysiejsi potomkowie osadników rusko-wołoskich. W skansenie zostały odtworzone typowe układy zabudowy wsi i zagospodarowania zagród. Na terenie parku etnograficznego zgromadzonych jest ponad 100 obiektów budownictwa drewnianego z okresu od XVII do XX wieku. Do najliczniejszych grup obiektów należą budynki mieszkalne lub mieszkalno-gospodarcze m.in. kuźnie, olejarnie. Znajdują się tu również obiekty sakralne, budynki użyteczności publicznej, m.in. szkoły, plebanie, dworki, remizy strażackie oraz obiekty przemysłowe służące eksploatacji ropy naftowej.
Bezwzględna przewaga drewna w budownictwie wiejskim omawianego terenu ma swe uzasadnienie w stosunkowo dobrym zalesieniu tego obszaru. Teren woj. podkarpackiego w 33,5% pokryty jest przez lasy. Pod względem analizy budownictwa od strony technicznej region ten należy do strefy podgórskiej obejmującej okolice Jasła, Krosna, Brzozowa, Sanoka, Leska i Ustrzyk Dolnych. Dwa zasadnicze skupiska domu przysłupowego w dorzeczu górnego i środkowego Sanu to okolice Rzeszowa, Łańcuta i Przeworska oraz okolice Przemyśla, Rybotycz i Kalwarii Pacławskiej. Sporadycznie występuje konstrukcja przysłupowa również w okolicy Sanoka (Jaśliska, Bukowsko). Tereny te charakteryzują się również bogatymi tradycjami tkactwa zwłaszcza w okolicy Sanoka, Jasła i Krosna. Drewniane budownictwo kościelne trwało długo w gotyckiej tradycji i dopiero w XVIII w. pojawiają się tutaj szlacheckie fundacje realizowane w stylu barokowym. W XV wieku drewniane budownictwo kościele występuje w województwie ruskim praktycznie jedynie w jego zachodniej części graniczącej z dzielnicą krakowską, wiek XVI i następne stulecia przesuwają zasięg występowania kościoła drewnianego coraz dalej na obszar ziemi przemyskiej i lwowskiej.
W drugiej połowie XIX wieku rozróżniano przede wszystkim dwie wielkie grupy etnograficzne na obszarze ówczesnej Galicji, tj. górali czyli mieszkańców gór, i podalaków czyli równiaków, mieszkańców równin; na omawianym obszarze były to:
- Rody góralskie; sądeccy, Kurtacy czyli Czuchońcy (Łemkowie, Rusnaki), oraz Bojkowie (Werchowyńcy).
- Rody równiaków galicyjskich: Mazury, Grębowiacy (Lesowiacy, czyli Borowcy), oraz Głuchoniemcy[34].

Następującą charakterystykę ludności Galicji przedstawia dokument Gubernium Lwowskiego z 1841 roku:

Mieszczanie w większych miastach zamożni i oświeceni bardziej nawet jak szlachta. W małych miastach nie różnią się prawie od włościan pod względem oświaty. Wolni od pańszczyzny mogą zająć się sobą, dlatego w zasadzie umieją czytać. Włościanie dzielą się na trzy grupy: Mazurów, górali i Rusinów. Mazurzy od Krakowa aż po Jarosław są osiedleni. Mówią po polsku i mazowiecku, są wyznania rzymskokatolickiego. Jest to lud prosty, mało oświecony, poczciwy. Występki lub zbrodnie pochodzą najczęściej z pijaństwa lub nędzy. Cnotami ich to przywiązanie do panów i posłuszeństwo im. Są pracowici, mało dbają o siebie, ograniczeni w potrzebach, przywiązani do religii. Wadami ich – to pijaństwo, niechlujność, wstręt do wojska i do nauki, zawziętość w bójkach. Górale – weseli, ochoczy, uprzejmi, odważni. Z powodu ubóstwa idą za zarobkiem często aż do granic Litwy, więcej oświeceni. Mniej u nich występków. Rusini zajmują większą połowę wschodniego kraju. Lud ciemny, krnąbrny, leniwy, zawzięty i zuchwały. Mówią innym językiem, wyznają inną religię. Dla fanatyzmu religijnego niechętni są swoim panom, ślepo posłuszni popom, których nazywają swoimi dobrodziejami. Nie lubią panów, nazywają ich Lachami. Są bardzo brudni, mało dbają o swoje gospodarstwa, dlatego bardziej jak inni włościanie Galicji popadają w głód i nędzę.

"Administracja austriacka określała Żydów jako oszczędnych i zdolnych, z którymi nie mógł rywalizować ani chłop, ani tym bardziej mieszczanin galicyjski. Starosta lwowski Mūhlbacher obliczył w 1783, że Żyd galicyjski wydawał przeciętnie na swoje utrzymanie do 30 zł rocznie, starosta zaleszczycki Hausegger, że wydawał on w ciągu czterech tygodni tyle, ile chrześcijanin w ciągu tygodnia. Uważano ich też za abstynentów, przy tym jadających bardzo skromnie, lepiej tylko w czasie szabasu. Skutkiem więc oszczędnego trybu życia, mogli pozwolić sobie na konkurencję w handlu z chrześcijańskimi kupcami. Żydzi sprzedawali na ogół swoje towary taniej. Wykazywali dużą przedsiębiorczość w handlu, charakteryzowali się punktualnością, a w rzemiośle uczciwością. To zapewniało im sukcesy konkurencji".

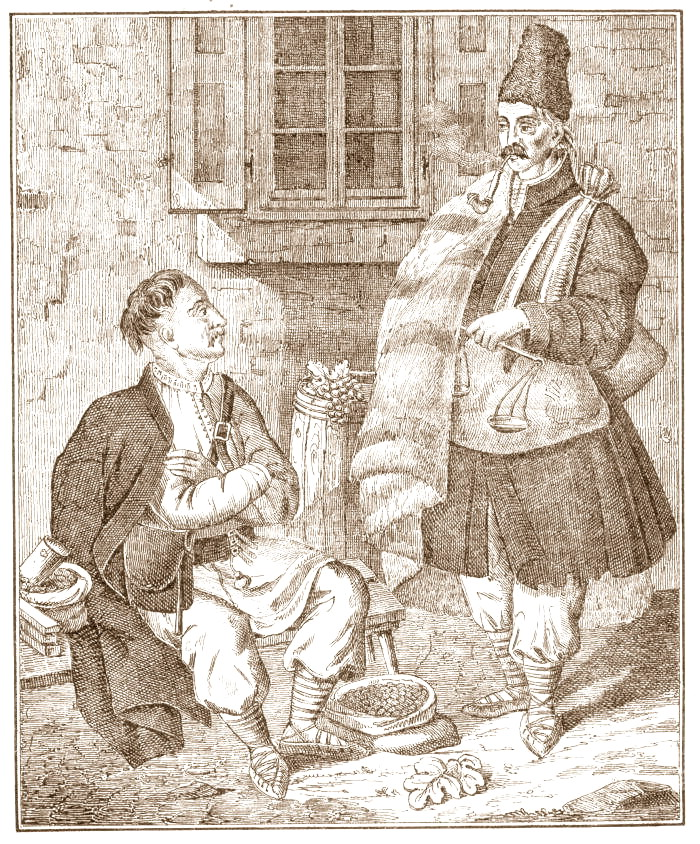
Bojkowie na rycinie z roku 1837

#### Sektor bojkowski
Góry sanockie były słabo zaludnione. Osadnicy ruscy i wołoscy jak świadczą dokumenty pisane wchodzą masowo na te tereny dopiero w XV wieku. Od średniowiecza góry te były w całości własnością kilkunastu rodów szlacheckich. Był to zakątek kraju bardzo ubogi, nie było fortun wystarczających ani na „szampana, ani na zamorskie wojaże”. Kolonizacja na prawie magdeburskim kończyła się na sanockim i przemyskim podgórzu, na samym pograniczu wschodnim i północno-wschodnim sanockiego wsie zakładane były na prawie wołoskim. Występowały tu również liczne „żupy solne” z których Bojkowie rozwozili sól po całej Czerwonej-Rusi.
Tendencją panującą w budownictwie cerkiewnym na tym obszarze jest przede wszystkim barokowa architektura cerkiewna, ukształtowana jeszcze w XVII w. na terenach naddnieprzańskich i oddziaływająca na całość ziem ruskich. W budownictwie cerkiewnym charakterystyczna była trójwewnętrzna (trój brogowa, z dwukrotnie łamanymi zwieńczeniami) świątynia pokryta oddzielnymi bezkalenicowymi dachami z widocznymi uskokami. Taki typ cerkwi nazywany jest obecnie bojkowskim.
W bojkowskiej architekturze wiejskiej występowała głównie zagroda jednobudynkowa o konstrukcji zrębowej, półtora – lub dwutraktowa, gdzie pod jednym dachem znajdowała się część mieszkalna, gospodarcza i inwentarska. Wąskie i długie chałupy zwane chyżami, były budowane z drewna jodłowego ze słomianym czterospadowym dachem.
Pierwszymi obiektami zbudowanymi na terenie sanockiego Parku Etnograficznego był zespół cerkiewny z Rosolina: cerkiew pw. św Onufrego z 1750 r., dzwonnica z 1751 r., kostnica z XVIII w., oraz nagrobki. W kolejnych latach w sektorze bojkowskim znalazły się m.in. Cerkiew Narodzenia NMP z Grąziowej (1731) oraz zagroda ze Skorodnego (1861).
Grupa ta praktycznie przestała istnieć po masowych wysiedleniach i przesiedleniach, jakie miały miejsce w Polsce po II wojnie światowej.

Najstarsza zachowana fotografia Łemka z roku 1870

#### Sektor łemkowski
Łemkowie po polskiej stronie Karpat zamieszkiwali od rzeki Białej na zachodzie do Osławy i Osławicy na wschodzie. Wieś łemkowska położona była zwykle wzdłuż cieku wodnego (rzeki czy strumienia), domy budowano blisko wody na prostopadłych do niej pasach ziemi. Większość wsi łemkowskich na wschodzie to łańcuchówki, które powstawały w okresie lokacji osad. Na zachodzie przeważa wieś wielodrożna (np. Uście Gorlickie, Łosie). Wieś łemkowska składała się z zagród jednobudynkowych. Funkcję stodoły pełnił obszerny strych. Chaty drewniane o konstrukcji zrębowej, stawiane były frontem do drogi.
Bogato zdobiona chata łemkowska odznaczała się silnie wydłużoną bryłą dzięki złączeniu z budynkami gospodarczymi. Małe okienka łemkowskich domów powodowały, że wnętrze izby łemkowskiej było dość mroczne. Przed I wojną światową chałup kurnych, posiadających prymitywne urządzenia ogniowe było we wsiach łemkowskich ponad 90%. Jedynie na plebaniach i w szkołach były piece z normalnymi przewodami kominowymi. Architektura łemkowska była dość zróżnicowana, oddziaływały tu zarówno wpływy budownictwa słowackiego i podgórzańskiego. W bogatych gospodarstwach występowała zagroda dwu- lub wielobudynkowa, półtora- lub dwutraktowa. Dachy były najczęściej dwuspadowe, kryte słomą, a od II połowy XIX w. częściowo gontem. Na całym terenie wschodniej i zachodniej Łemkowszczyny powszechne były również spichlerze. Zdecydowana większość Łemków zajmowała się rolnictwem. Bardzo nieliczna była grupa ludności mieszkającej w miasteczkach Łemkowszczyzny głównie w Tyliczu, Krynicy i Grybowie. Warstwę inteligencji w tej społeczności tworzyli przede wszystkim kler i nauczyciele.
W sektorze łemkowskim sanockiego parku została zbudowana m.in. cerkiew z 1801, przeniesiona tutaj ze wsi Ropki k. Gorlic. Reprezentuje ona charakterystyczny dla całej zachodniej Łemkowszczyzny typ cerkwi, z widocznymi wpływami budownictwa kościelnego. Zrębowa bryła świątyni składa się z babińca i części ołtarzowej. Inne interesujące zabytki to kurna chałupa z Komańczy (1885) i spichlerz z pocz. XIX w., zagroda jednobudynkowa z Królika Polskiego z końca XIX w., chałupa z Posady Sanockiej z końca XIX w., zagroda z Pielgrzymki (1870), oraz chałupa z Dąbrówki z roku 1681 i Nadolan 1866, chałupa kołodzieja z Posady Sanockiej w sektorze Dolinian.

#### Sektor pogórzański
Po II wojnie światowej dla celów klasyfikacji etnograficznej została wyodrębniona przez Franciszka Kotulę oraz Romana Reinfussa na omawianym obszarze grupa Pogórzanie dla enklaw w obrębie Pogórze. Nazwę grupy Pogórzan wprowadził w 1935 roku Adam Wójcik zapożyczając ja z nomenklatury geograficznej.

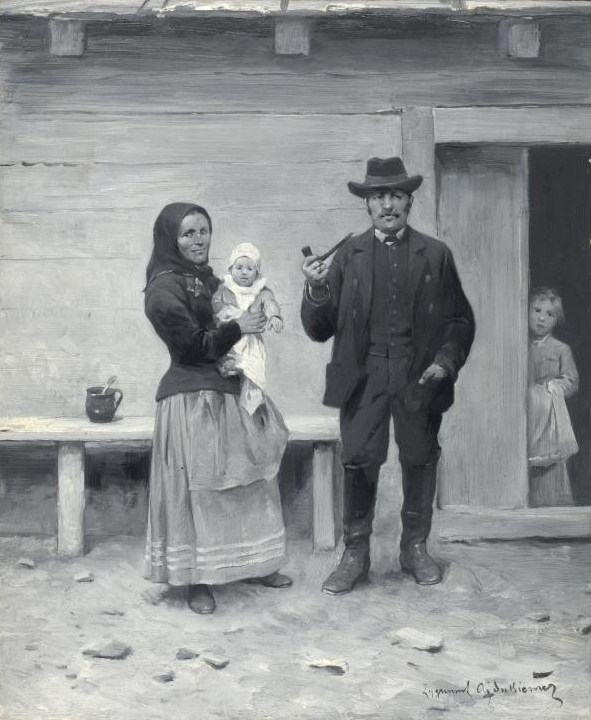
Mieszkańcy Pogórza, Głuchoniemcy na rycinie Zygmunta Ajdukiewicza, 1898
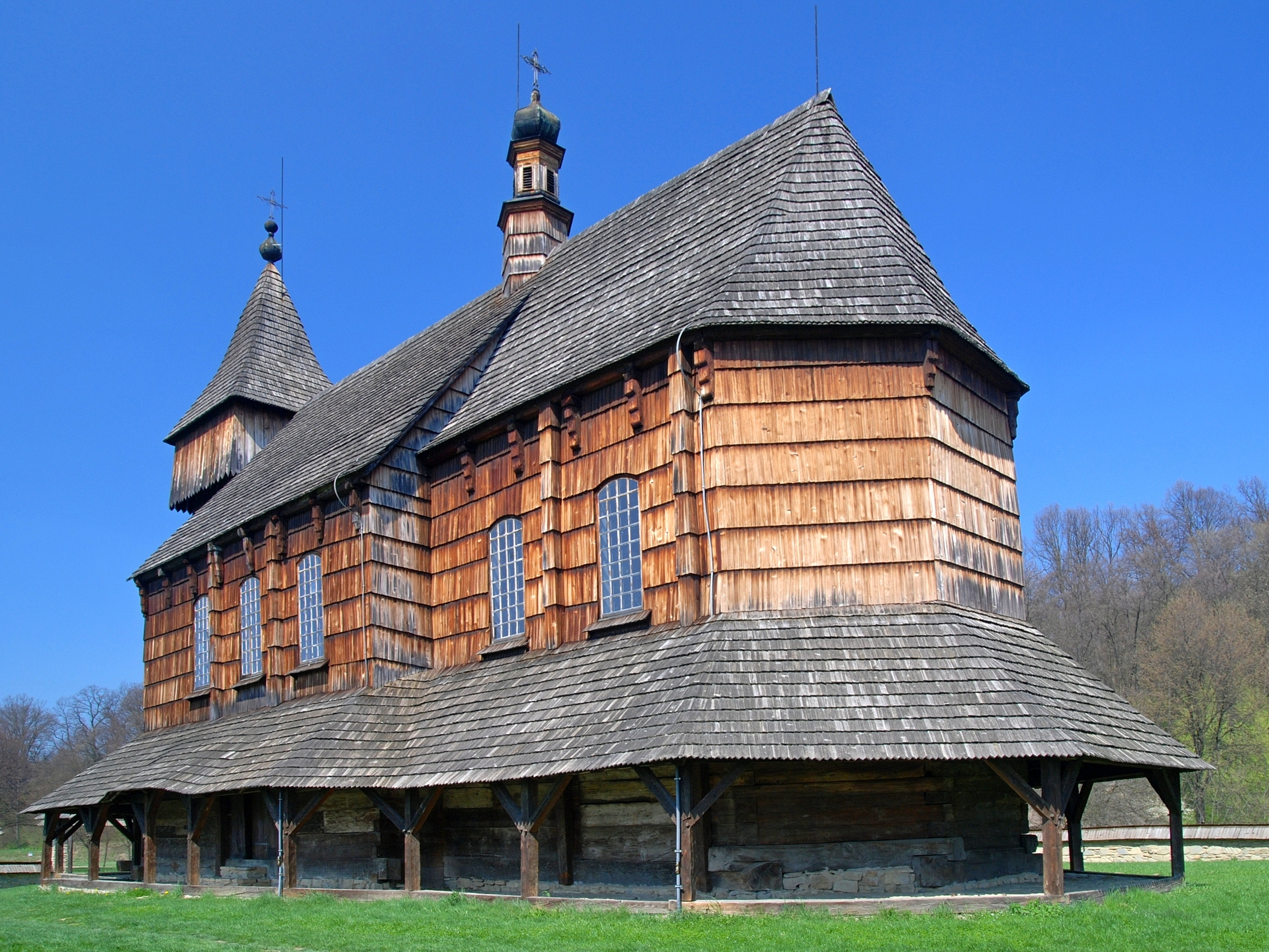
Kościół św. Mikołaja z Bączala Dolnego
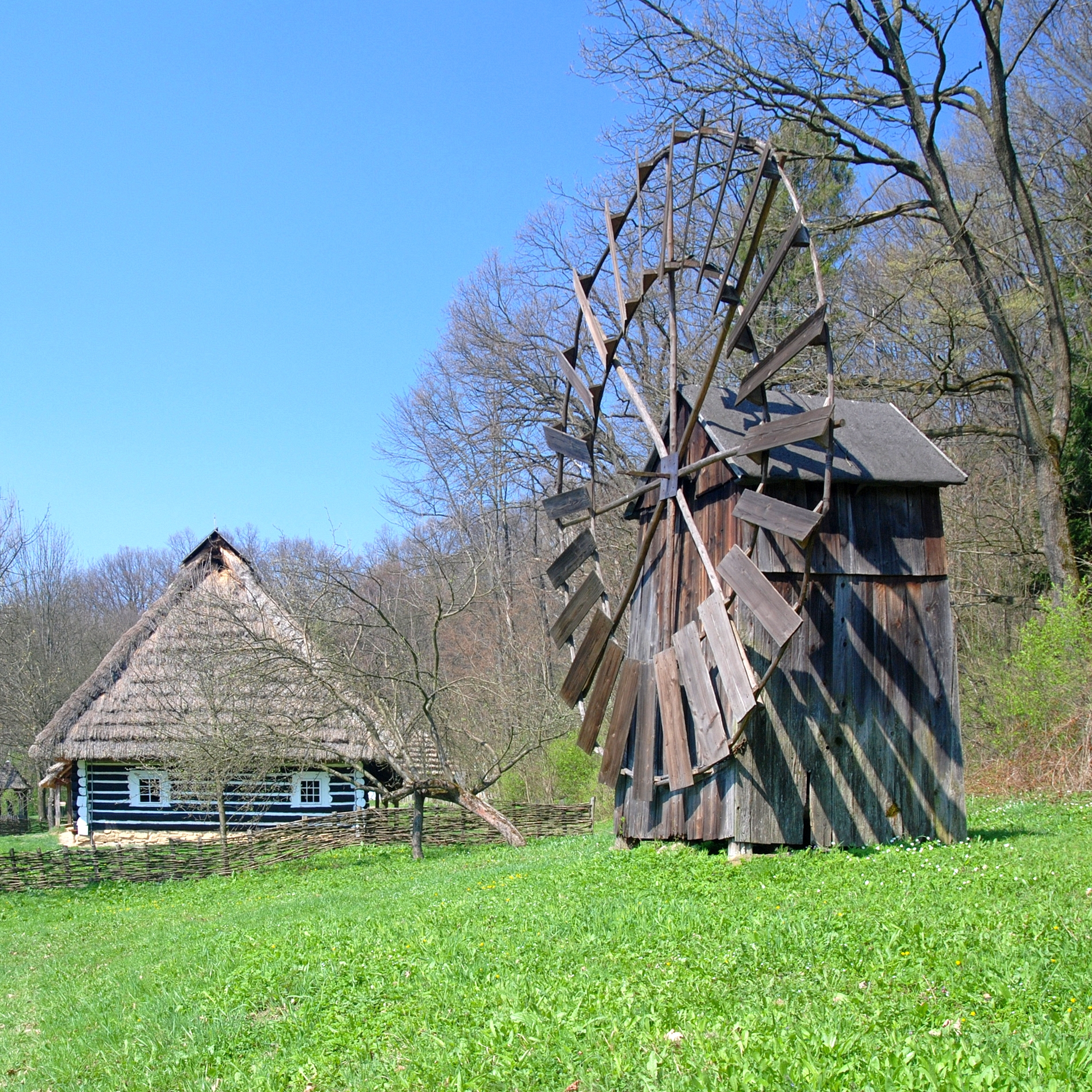
Wiatrak z Domaradza

W historycznej zabudowie południowej Polski, aż do Kalwarii Pacławskiej w miastach i wsiach zachowała się saska/frankońska tradycja budowy dużych domów przysłupowych i podcieniowych, jako podstawowej formy w urbanistyce. Dom przysłupowy, wąskotraktowy posiada często wsparte na słupach podcienia szczytowe. Wiejska chałupa przysłupowa zawsze występowała w związku z półtora- lub dwutraktem. Nie spotykano chałupy przysłupowej jednotraktowej. Sporadycznie występowała konstrukcja przysłupowa również w okolicy Sanoka. Domy przysłupowe najdalej na wschód sięgnęły dorzecza Wiaru. Dalej nie wzmiankuje tego faktu literatura etnograficzna polska i ukraińska. W roku 1869 Wincenty Pol napisał:

"Na obszarze Wisłoki uderza nas fakt inny; całą tę okolicę, którą obszar Wisłoki, Ropy, Jasły, Jasełki i średniego Wisłoka zajmuje, osiedli tak zwani Głuchoniemcy od dołów Sanockich począwszy, to jest od okolicy Komborni, Haczowa, Trześniowa aż po Grybowski dział: Gorlice, Szymbark i Ropę od wschodu na zachód, ku północy aż po ziemię Pilźniańską, która jest już ziemią województwa Sandomierskiego. Cała okolica Głuchoniemców jest nowo-siedlinami Sasów; jakoż strój przechowali ten sam co węgierscy i siedmiogrodzcy Sasi. Niektóre okolice są osiadłe przez Szwedów, ale cały ten lud mówi dzisiaj na Głuchoniemcach najczystszą mową polską dijalektu małopolskiego, i lubo z postaci odmienny i aż dotąd Głuchoniemcami zwany, nie zachował ani w mowie ani w obyczajach śladów pierwotnego swego pochodzenia, tylko że rolnictwo stoi tu na wyższym stopniu, a tkactwo jest powołaniem i głównie domowem zajęciem tego rodu "[w]Wincenty Pol. Historyczny obszar Polski – rzecz o dijalektach mowy polskiej. Kraków 1869)

Dwadzieścia lat później opisał potomków dawnych osadników z okolic Iwonicza, wykazując pewne różnice na tle ludności ruskiej oraz Mazurów Władysław Bełza.

"Lud tutejszy nie grzeszy zbytnią urodą, ale jest rosły, silny i wytrwały w pracy, a przytem uczciwy i moralny, w czem przedstawia zupełne przeciwieństwo z sąsiadującymi z nim ludnością ruską i mazurską, która nie posiada w tym stopniu żadnej z powyższych zalet, choć pod zewnętrznym względem przedstawia typ o wiele idealniejszy. Iwoniczanin, osiadły w górach przejął zwyczaje ludu górskiego; zamieszkuje on jak oni kurne chaty i ciężkim trudem około jałowej roli zdobywa sobie kęs chleba. ... "
[w] Władysław Bełza. Iwonicz i jego okolice. Warszawa, Lwów, Kraków. 1885. str. 32.

Sektor Pogórzan na terenie Parku obejmuje obecnie m.in. półkurną biedniacką chałupę z 1901 ze wsi Niebocko, XIX-wieczną zagrodę olejarza z Baryczy, młyn wodny z końca XIX wieku ze wsi Wola Komborska, młyn wietrzny z Domaradza, wiatrak ze wsi Urzejowice. Drewniany kościół z Bączala Dolnego (1667), plebania z Ropy, szkoła wiejska z Wydrnej, chałupy z Równego (1824) i Dydni. W sektorze Pogórzan zachodnich – Pogórze Ciężkowickie, Pogórze Jasielskie; znajdują się m.in. chałupa tkacka z Korczyny (1790), zagroda garncarska z Rzepiennika oraz chałupa z Ustrobnej. Trwa budowa dworu ze Święcan z końca XIX wieku.

##### Rynek galicyjski
Projekt budowy sektora małomiasteczkowego powstał na początku lat osiemdziesiątych XX wieku w pracowni Aleksandra Rybickiego. Jego ideą było pokazania przykładów budownictwa z przełomu XIX i XX wieku, zrekonstruowanie historycznego galicyjskiego rynku ze wszystkimi jego funkcjami. Od listopada 2009 realizowana jest ze środków unijnych budowa sektora miejskiego w Parku Etnograficznym w Sanoku. Polega ona na rekonstrukcji typowego małego podkarpackiego miasteczka z II połowy XIX w. i początków XX w. W okresie tym wykształcił się zubożony typ szczytowego, drewnianego domu mieszczańskiego, z podcieniami wokół rynku i w ważniejszych ciągach ulicznych. Na projekt składać się będzie 26 drewnianych obiektów kubaturowych, zgrupowanych w formie małego rynku. Galicyjski Rynek oficjalnie otwarty został 16 września 2011.

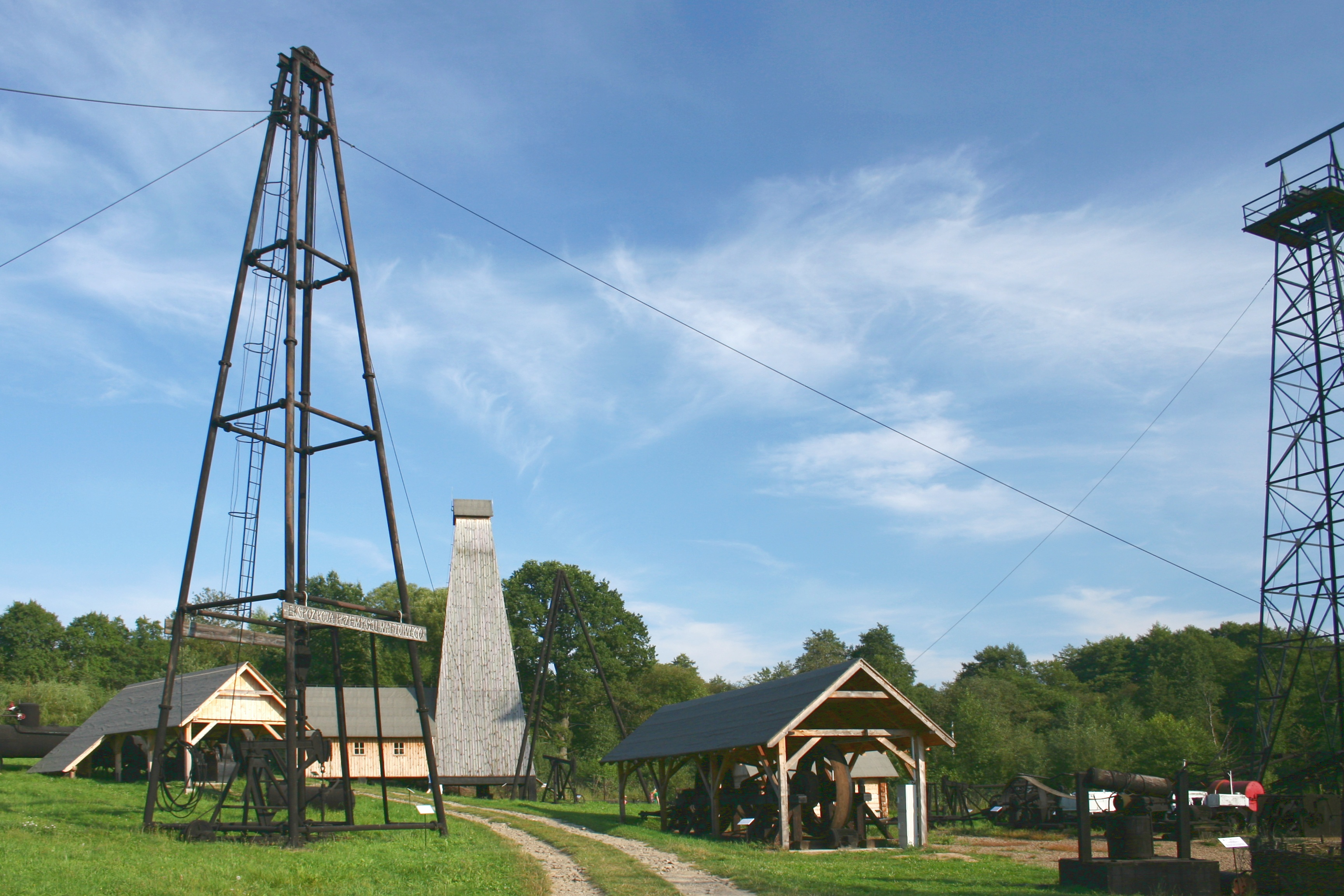
Zbiory dotyczące górnictwa naftowego

#### Sektor przemysłowy
Województwo podkarpackie jest najstarszych ośrodkiem górnictwa naftowego na świecie, rafinerie oraz kopalnie ropy naftowej istniały tu już przed rokiem 1884. Rafinerie obsługiwały m.in. kopalnie ropy naftowej w Bóbrce, Grabownicy, Mokrem, Tokarni, Wańkowej, Ropience i Łodynie oraz wielu innych.
W lipcu 1988 dzięki pomocy organizacyjnej Sanockiego Przedsiębiorstwa Nafty i Gazu otwarto sektor naftowy w Muzeum Budownictwa Ludowego w Sanoku.

## Imprezy artystyczne
Uzupełnieniem oferty skansenowskiej są organizowane na terenie placu muzealnego cykliczne festiwale muzyki, rękodzieła i ludowego jadła. Zapraszani są wykonawcy m.in. z Węgier, Słowacji i Ukrainy. Do najważniejszych tradycyjnych imprez organizowanych w okresie letnim należą:
- Kiermasz Karpackich Smaków
- Festiwal Zaklęte w Drewnie
- Jarmark Folklorystyczny

## Odznaczenia i wyróżnienia
- „Jubileuszowy Adres” (1984)[46].
- Nagroda Ministerstwa Kultury i Sztuki w konkursie na najciekawsze wydarzenie muzealne roku: za ekspozycję „Dom naszych dziadków”[47]
- Odznaka „Zasłużony dla Sanoka” (1989)[48].
- Godło „Produkt Roku Ziemi Sanockiej” za produkt: rynek galicyjski (2012)[49].
- Laureat VII edycji konkursu „Pracodawca Przyjazny Pracownikom” (2015)[50][51]

## Muzeum w kulturze i sztuce
W plenerach sanockiego skansenu kręcone były m.in. filmy:
- Oko Proroka (1984), reż. Paweł Komorowski
- Crimen (1988), reż. Jerzy Satanowski, Laco Adamik[52]
- Flisacy (węg. Tutajosok, 1988), reż. Judit Elek
- Wiosna 1941 (ang. Spring 1941, 2008), reż. Uri Barbasz
- 1920. Wojna i miłość (2010), reż. Maciej Migas
- Śladami Draży z cyklu „Żołnierze wyklęci”, reż. Andrzej Olejko, prod. TVP Rzeszów[53]
- Syberiada polska (2013), reż. Janusz Zaorski
- Wojenna cisza (Höre die Stille, 2016), reż. Ed Ehrenberg[54]
- Chłopska skarga (2015), reż. Ewa Szprynger; film o Jakubie Bojko[55][56]
- Wołyń (2016), reż. Wojciech Smarzowski